# Neocynorta m-inscripta
Neocynorta m-inscripta is een hooiwagen uit de familie Cosmetidae.